# Vchynice
Vchynice (en allemand : Wchinitz) est une commune du district de Litoměřice, dans la région d'Ústí nad Labem, en Tchéquie. Sa population s'élevait à 314 habitants en 2021.

## Géographie
Vchynice se trouve à 3 km au sud-est du centre de Lovosice, à 9 km au sud-est de Litoměřice, à 17 km au sud d'Ústí nad Labem et à 57 km au nord-ouest de Prague. La commune est dominée par plusieurs collines élevées : Lovoš (altitude 570 m) au nord et Boreč (449 m) à l'ouest, situées dans la commune de Velemín.
La commune est limitée par Velemín au nord-ouest et au nord, par Lhotka nad Labem au nord, par Lovosice à l'est, par Sulejovice et Čížkovice au sud, et par Jenčice au sud-ouest.

## Histoire
La première mention écrite du village date de 1293.

## Administration
La commune se compose de deux quartiers :
- Radostice
- Vchynice

## Transports
La commune est traversée d'est en ouest par l'autoroute D8, sur l'axe Prague – Berlin.